# MLUKS „Jedynka” Trzebiatów
Sus Travel Jedynka Trzebiatów jako MLUKS Jedynka Trzebiatów to polski klub obecnie z sekcją unihokeja z siedzibą w Trzebiatowie, założony przez Artura Cirockiego w 2003 roku. Klub od wielu lat odnosi wiele sukcesów, w tym tytuł mistrza Polski w ekstralidze kobiet w sezonie 2021/2022 oraz wiele medali mistrzostw Polski w różnych kategoriach.
Jednym z wyróżników klubu jest duża ilość zawodniczek w kadrze narodowej oraz sekcja juniorów, w której klub zdobył dwukrotnie wicemistrzostwo Polski w kategorii U19. Sekcja męska aktualnie nie istnieje, ale klub ściśle współpracuje z klubem I LO UKS Gorzów Wielkopolski, gdzie chłopcy trenują i zdobywają medale podczas mistrzostw Polski.
Sus Travel Jedynka Trzebiatów od 2011 roku nieprzerwanie gra w ekstralidze kobiet i jest jednym z głównych faworytów do wygrania. Ich największym przeciwnikiem jest Olimpia Gdańsk, z którą najczęściej walczą o miano najlepszego polskiego klubu w ekstralidze kobiet, tworząc derby Pomorza.
W sezonie 2018/2019 klub pożegnał się z trenerem Tomaszem Bogdańskim, który został trenerem kadry narodowej seniorskiej kobiet. Jednym z celów klubu od początku jego istnienia jest współpraca z lokalnymi szkołami, gdzie pozyskuje nowych zawodników i stawia na lokalne talenty. Aktualnie klub posiada trzy kategorie wiekowe: juniorki młodsze, juniorki starsze oraz seniorki.
*Klub w roku 2020 zmienił nazwę na Sus Travel Jedynka Trzebiatów z MLUKS Jedynka Trzebiatów.

## Osiągnięcia

### Ekstraliga
Ekstraliga polska w unihokeju kobiet
- 1. miejsce (1 x ) – 2021/2022
- 2. miejsce (3 x ) – 2014/15, 2015/16, 2020/2021
- 3. miejsce (5 x ) – 2013/14, 2016/2017, 2018/2019, 2019/2020, 2022/2023

### Mistrzostwa Polski
- Seniorki: jeden złoty, trzy srebrne, 5 brązowych medali MP w Unihokeju
- Juniorzy starsi: 1 złoty, 4 srebrne oraz 2 brązowe
- Juniorki młodsze: 2 złote, 8 srebrnych oraz 2 brązowe

### Mistrzostwa województwa
- Młodziczki: mistrzostwo w sezonie 2017/2018. W tych samych zawodach odbywających się w poprzednich latach drużyna Mluks ,,Jedynka" Trzebiatów zdobyła w szkole podstawowej brązowy medal, a w gimnazjum złoty medal.

### Mistrzostwa świata
Uczestnictwo w Finlandii, Kanadzie, na Słowacji